# اسکادران درخشان
اسکادران درخشان (لهستانی: Gwiaździsta eskadra) یک فیلم جنگی گمشده لهستانی به کارگردانی لئونارد بوچکوفسکی است که در سال ۱۹۳۰ منتشر شد. این فیلم با همکاری نیروهای مسلح لهستان ساخته شد و پرهزینه‌ترین فیلم لهستانی پیش از جنگ جهانی دوم بود. این فیلم در آغاز صامت بود، اما در نسخه‌های بعدی با صدا منتشر شد.

## گزیدهٔ بازیگران
- باربارا اُروید
- یژی کوبوش
- استفان شوارتس
- زبیگنیف دژموخوفسکی
- باربارا لودویژانکا
- زیگمونت بیه‌شادتسکی